# Hauara

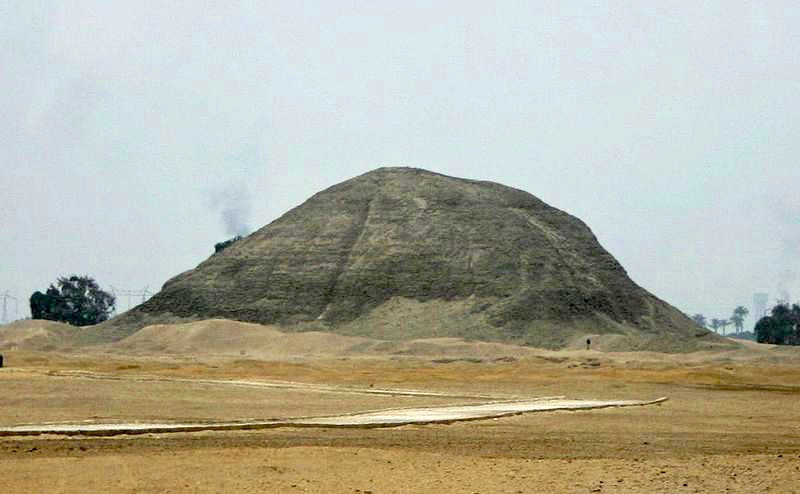
A pirâmide de em Hauara

Hauara (Hawara) é um sítio arqueológico do Antigo Egito, localizado ao sul do sítio de Faium, na entrada da depressão do oásis de Faium, no Egito. As primeiras escavações no sítio foram feitas pelo arqueólogo, linguista e egiptólogo prussiano Karl Richard Lepsius, em 1843. Sir Flinders Petrie também escavou no local em 1888, encontrando papiros dos séculos I e II da Era Cristã e, ao norte da pirâmide existente, uma vasta necrópole onde descobriu 146 retratos em caixões datados do período romano, famosos por serem um dos poucos exemplos sobreviventes de imagens pintadas da Antiguidade Clássica, os "retratos de Faium", ilustrados em textos de história romana.
Amenemés III foi o último faraó poderoso da 12ª Dinastia e a pirâmide que ele ergueu em Hauara acredita-se tenha sido construída após a famosa "Pirâmide Negra" construída também por ele em Dachur e onde se crê seja o lugar do descanso final do faraó. Em Hauara também havia uma tumba intacta de Neferuptá, a filha de Amenemés.:20